# Aktivator (genetik)
Aktivatorer är en grupp trans-agerande faktorer som binder till cis-regulativa element på DNA-strängar. Aktivatorer är proteiner som när de är aktiva binder till DNA:t, samt rekryterar de generella transkriptionsfaktorerna som behövs för att initiera transkriptionen av gener till RNA.
Repressorer är en annan grupp proteiner som fungerar på samma sätt, men som arbetar i motsatt riktning, genom att hämma transkriptionen av gener.